# Филип V (Фалкенщайн)
Филип V фон Фалкенщайн-Боланден (на немски: Philipp V von Falkenstein; Philipp V von Bolanden; * ок. 1314; † 10 април 1343) е господар на Фалкенщай-Мюнценберг-Лаубах-Боланден.

## Произход
Той е син на Филип IV фон Фалкенщайн-Мюнценберг (1282 – 1328) и третата му съпруга Йохана фон Сарверден († 1347), дъщеря на граф Йохан I фон Сарверден († 1310) и Фериата фон Лайнинген († 1314/1315). Брат е на Куно II фон Фалкенщайн, архиепископ и курфюрст на Трир (1362 – 1388).
Филип V фон Фалкенщайн-Боланден умира на 10 април 1343 г. на ок. 29 години и е погребан в манастир Арсбург.

## Фамилия
Филип V фон Фалкенщайн-Боланден се жени пр. 1329 г. за Елизабет фон Ханау (* ок. 1317; † между 20 май 1365 и 8 декември 1389), дъщеря на граф Улрих II фон Ханау († 1346) и Агнес фон Хоенлое († 1342). Те имат децата:
- Филип VI/VII (* ок. 1302, Кирххаймболанден; † 18 януари 1410, Бутцбах), господар на Фалкенщайн-Боланден-Мюнценберг, женен I. през ноември 1354 г. за Маргарета фон Спонхайм (1316 – 1367), II. на 15 март 1375 г. за Маргарета фон Марк (+ 1395/1406)
- Улрих III фон Фалкенщайн († 20 март 1365), убит в битката при Асенхайм
- Агнес фон Фалкенщайн-Мюнценберг (* ок. 1337; † 28 септември 1380), омъжена 1353 г. за Филип VI фон Боланден-Фалкенщайн († 1373)
- Елизабет (Елза) фон Фалкенщайн († 16 октомври 1364 – 9 април 1366), омъжена на 9 ноември 1356 г. за граф Герлах III фон Лимбург († 1365/1366)